# Jaroslav Šála
Jaroslav Šála (10. května 1914 Slavičín – 29. ledna 1943 Lamanšský průliv) byl český pilot 310. československé stíhací perutě RAF.

## Život

### Před druhou světovou válkou
Jaroslav Šála se narodil 10. května 1914 ve Slavičíně na Zlínsku v rodině tesařského mistra Antonína Šály a Any, rozené Mudrákové. Ve Valašských Kloboukách se vyučil zedníkem, začal pracovat ve stavební firmě, ale též začal na přání otce v Brně studovat státní stavební průmyslovku. Studium po prvním ročníku ukončil a v roce 1935 přihlásil se do armádní Školy pro odborný dorost letectva v Prostějově. Po jejím úspěšném zakončení sloužil u Leteckého pluku 2 v Olomouci.

### Druhá světová válka
Po německé okupaci a rozpuštění Československé armády opustil Jaroslav Šála v 6. července 1939 v prostoru Moravské Ostravy ilegálně Protektorát Čechy a Morava a přešel do Polska, kde se 21. července v Malých Bronovicích přihlásil u zde vznikající československé zahraniční jednotky. Z Polska odplul do Francie, kde 24. srpna vstoupil do cizinecké legie. Po vypuknutí druhé světové války byl ze závazku uvolněn a zařazen do francouzského letectva, ve kterém se přeškoloval na francouzskou leteckou techniku. Po ukončení výcviku byl začleněn do bombardovacího letectva. Po pádu Francie v červnu 1940 se přes Oran, Casablancu a Gibraltar evakuoval do Spojeného království, kde 25. července téhož roku vstoupil do Royal Air Force. V ní působil u kurýrní letky 24. perutě, poté jako pilot při výcviku radiotelegrafistů. Po předepsaném výcviku byl dne 3. srpna 1941 zařazen k 310. československé stíhací peruti, ve které nalétal 198 operačních hodin. Chyběly mu poslední dvě operační hodiny k ukončení prvního turnusu, poté se plánoval oženit se svou těhotnou přítelkyní ošetřovatelkou Kamilou Neumannovou. Dne 29. ledna vzlétl ve stroji Supermarine Spitfire Mk.Vb AB519 NN-H na další misi, jejímž úkolem byl doprovod bombardérů nad železniční viadukt v Morlaix. Během návratu došlo k souboji s německými stroji Focke-Wulf Fw 190, během kterého byl Jaroslav Šála nad Lamanšským průlivem sestřelen. Jeho tělo moře nevyplavilo. Dosáhl hodnosti rotmistra. Pět měsíců po jeho úmrtí se mu narodila dcera Jaroslava.

## Ocenění in memoriam
- Československý válečný kříž 1939
- 1991 povýšen do hodnosti plukovníka
- 2004 odhalena pamětní deska ve Slavičíně na budově, kde stával jeho rodný dům